# Chasseguey
Chasseguey település Franciaországban, Manche megyében. Lakosainak száma 83 fő (2018. január 1.). Chasseguey Le Mesnil-Rainfray, La Bazoge, Chèvreville, Le Mesnillard és Reffuveille községekkel határos.

## Népesség
A település népességének változása:
| Lakosok száma | 139  | 114  | 121  | 104  | 87   | 76   | 82   | 94   | 100  | 83   |
|               | 1968 | 1975 | 1982 | 1990 | 1999 | 2011 | 2013 | 2015 | 2017 | 2018 |